# Hain

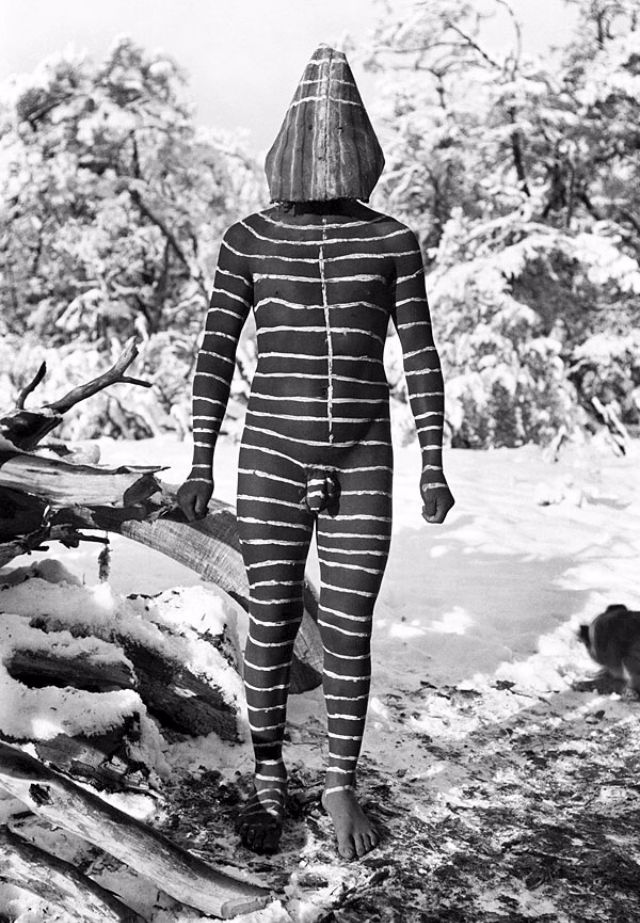
Ritu d'iniciació Hain

Una cerimònia hain era un ritu d'iniciació realitzat pels selknam o ones, nadius del nord i centre de Terra del Foc a l'Argentina i Xile. També constituïa un mitjà d'intercanvi social ja que diferents grups selknam es reunien per celebrar-la.
La cerimònia o ritu del hain es realitzava amb el propòsit d'iniciar els joves entre 14 i 18 anys a l'adultesa. Els selknam anomenaven kloketen els joves que serien iniciats. Es pretenia formar-los en la raó i el caràcter. Per això, eren sotmesos a diferents proves durant la cerimònia.
El hain es duia a terme en una gran cabanya construïda al bosc, on es reunien els homes per realitzar la cerimònia en la qual els joves serien instruïts a les «veritats de la vida». Finalitzada la cerimònia, els joves eren admesos al cercle dels homes.

## L'origen llegendari
D'acord amb un mite sel'knam, la pràctica va ser instaurada per les dones en els temps dels howenh (temps mític a sel'knam), quan les dones governaven els homes dirigides per Kre. Els homes eren obligats a realitzar diferents tasques. Tot i això, els homes eren forts i les dones temien que arribessin a rebel·lar-se, per la qual cosa, per mantenir el control, van inventar una cerimònia secreta. D'aquesta manera, es va començar a celebrar el hain.
En aquestes reunions les dones iniciaven les joves en la seva etapa adulta, pintant els seus cossos i fent servir màscares per representar diferents esperits que infonien terror en els homes. Elles els van convèncer que aquests éssers emergien de la terra i descendien del cel i la seva feina era castigar els qui s'oposessin a les seves ordres. La cerimònia es va mantenir fins que un dia Kren, espòs de Kre, tornant de la caça va passar prop de la cabanya cerimonial i escoltant el murmuri de dues dones es va aproximar i les va descobrir rentant-se la pintura i rient. En veure això va comprendre que tot era un engany, i els esperits no eren éssers d'un altre món sinó elles emmascarades. Kren furiós va tornar al campament i va explicar el que va veure als altres homes. Segurs de l'engany comès per les dones van planejar atacar la cabanya cerimonial. Un cop a dins es va produir la matança de les dones. Només van deixar vives les més petites, ja que desconeixien el secret de la cerimònia. Les que van aconseguir escapar es van transformar en animals. Kren va atacar a Kre, la qual va caure ferida sobre les brases del foc central però va aconseguir escapar, transformant-se en la Lluna, i Kren es va llançar darrere d'ella convertint-se en el Sol. Després de la matança, els homes es van apoderar del hain per marcar el seu domini sobre les dones i transmetre el secret als joves.

#### El mite del primer hain
El primer hain es va fer posterior a l'extermini de les dones. Els homes es van reunir a Maustas per celebrar la primera cerimònia. Set homes van ser els encarregats de construir la cabanya, anomenats howenh. Per construir-la, cadascun va portar un gran tronc del seu lloc de residència, i amb ells van alçar la cabanya. Els set howenh van ser els encarregats d'assumir el rol d'esperits a la cerimònia. D'aquesta manera els homes es van organitzar per representar el hain utilitzant els mateixos esperits que les dones van fer servir en un passat, establint així un ordre que es va mantenir fins a l'últim hain.

## Descripció
La cerimònia començava amb la preparació dels kloketen. Aquests eren separats de les seves famílies per ser preparats per a la cerimònia. Eren formats amb els braços estesos cap al cel un al costat de l'altre per ser desposseïts de la seva vestimenta, banyats i posteriorment ser pintats completament amb argila vermella pels homes. Després eren traslladats a la cabanya cerimonial, on eren rebuts entre cants i crits, la qual cosa augmentava la por dels joves davant la cerimònia.
Un cop a l'interior de la cabanya eren distribuïts al voltant del foc i sota els set pals de la mateixa, i se'ls ordenava mirar fixament cap amunt. Des del foc sorgien els esperits, cantant, i els iniciats a poc a poc baixaven la mirada davant seu. Els esperits començaven així un joc de estira-i-arronsa, el qual acabava en una gran lluita amb un kloketen. Així, cadascú havia de lluitar amb un esperit per mostrar-ne la destresa i la força, encara que sempre l'esperit era el triomfador. Després de la lluita el kloketen era obligat a desemmascarar l'esperit, trobant-se així amb un home de carn i ossos, procés que es repetia amb tots els iniciats. El propòsit era mostrar que els esperits no existien i no eren més que homes disfressats, els quals després de ser desemmascarats començaven a riure i esmentaven que «Així juguem nosaltres, els homes!»
Durant els següents dies se'ls instruïa en els treballs i obligacions que com a selknam adult l'esperaven, feien diverses proves i se'ls ensenyava l'ús d'armes, tir i caça.
Se'ls narraven mites que explicaven els orígens del món i la societat. El més important era el de l'origen del hain i de com les dones havien traït els homes en un passat, amb la intenció d'explicar la creació primitiva de la celebració i justificar-ne la forma actual. Amb això se'ls revelava per fi el secret del hain, i finalitzats els relats se'ls feia prometre mai revelar allò viscut a les dones, ja que es castigaria amb la mort.

## Detalls de la cerimonia

### La cabanya

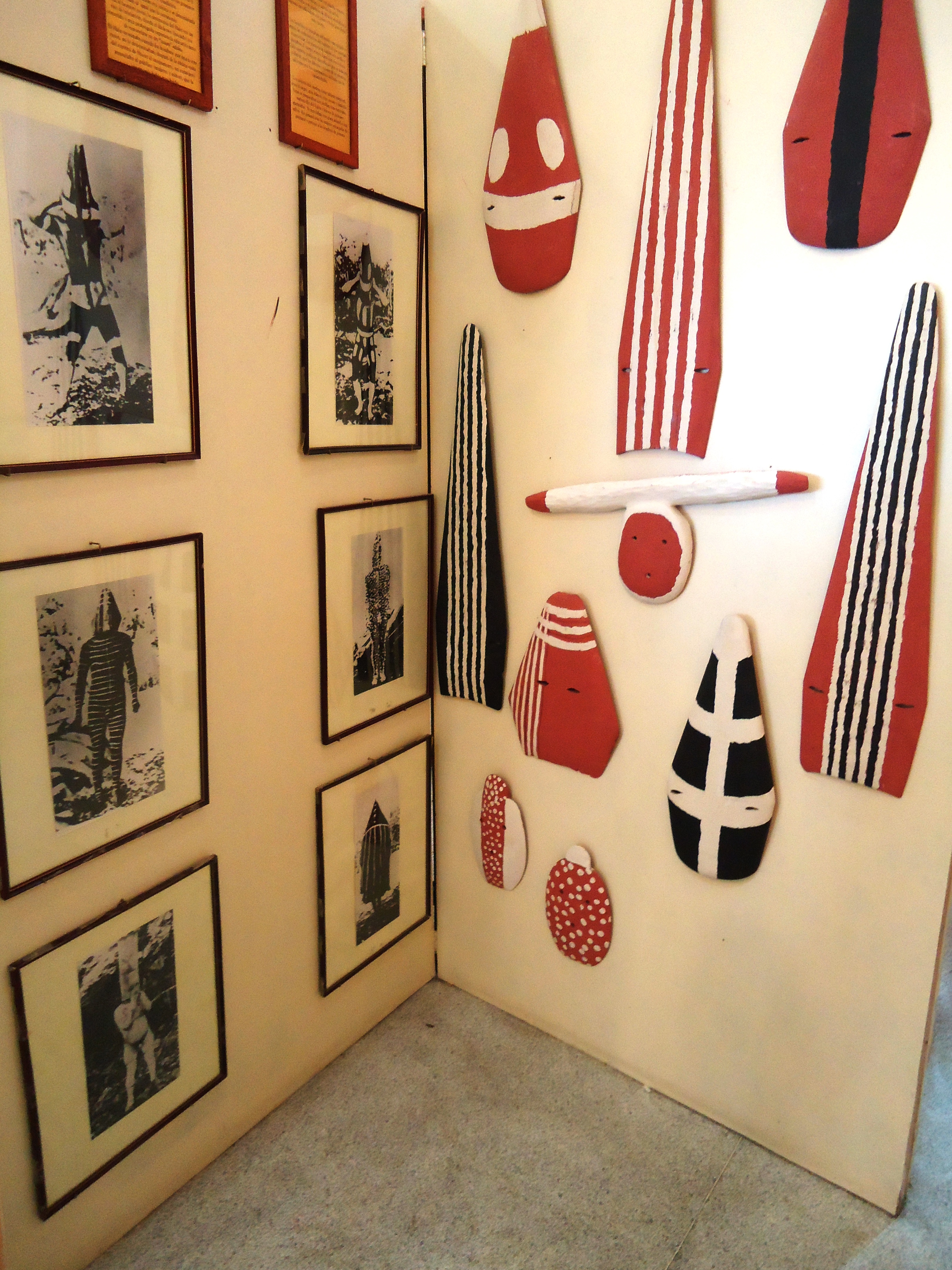
Elements de la cerimònia Hain, exposats al Museu Municipal Fernando Cordero Rusque, Xile

Es buscava un lloc allunyat del campament per construir-la. Devia ser forta i espaiosa, i era construïda amb troncs gruixuts i prims. Formada per set pals i quatre columnes, la cabanya sempre havia d'estar orientada cap a l'est. La foguera s'ubicava al centre de la cabanya i es mantenia encesa durant tota la cerimònia. L'entrada es trobava sempre del costat oposat al campament per evitar que les dones i els nens espiessin al seu interior. Acabada la cerimònia, la cabanya era desmantellada.

### Els esperits
Els principals de la cerimònia hain eren Xalpen i els set soorts, shoorts o soortes. La primera era representada per una fila de cuirs disposats al terra de la cabanya, mentre que els soorts eren representats pels homes, els quals es disfressaven pintant el seu cos i utilitzant màscares que fabricaven. Es presentaven repetidament a la cerimònia, de vegades ballant, recreant escenes i atemorint les dones per mantenir-les allunyades de la cabanya.

### Els principalssoorts
Reben aquest nom pels set howenh que van representar per primera vegada els esperits a la cerimònia. Es caracteritzen pels diferents dissenys de pintura.
- Sate: era un soort del sud, presentava el seu cos completament blanc amb una línia vermella i punts blancs des de la màscara fins als genolls.
- Yoisik: provinent del sud, era considerat el més vell, presentava la meitat del cos cobert amb color blanc i l'altra meitat vermella amb punts blancs.
- Wacus: era un soort de l'est, el cos era completament vermell amb punts blancs i tres línies negres al seu voltant.
- Keyaisl: provinent del nord, la meitat del seu cos estava pintada de color negre, i l'altra vermella amb alguns punts blancs.
- Talen: era un soort del nord, el seu cos era de color vermell amb punts blancs i dues línies blanques. Era considerat el més fort.
- Pawus: pertanyent al nord, tenia el seu cos pintat de blanc amb franges vermelles, les quals tenien punts blancs.
- Sanu: era de l'oest, el cos vermell amb abundants punts blancs simètrics.

### Durada de la cerimònia
La durada era variable, des d'una setmana fins a mesos o anys. La seva extensió també es podia veure interrompuda a causa del clima, l'ànim dels homes, o la manca de menjar.